# Ordenamiento de Alcalá

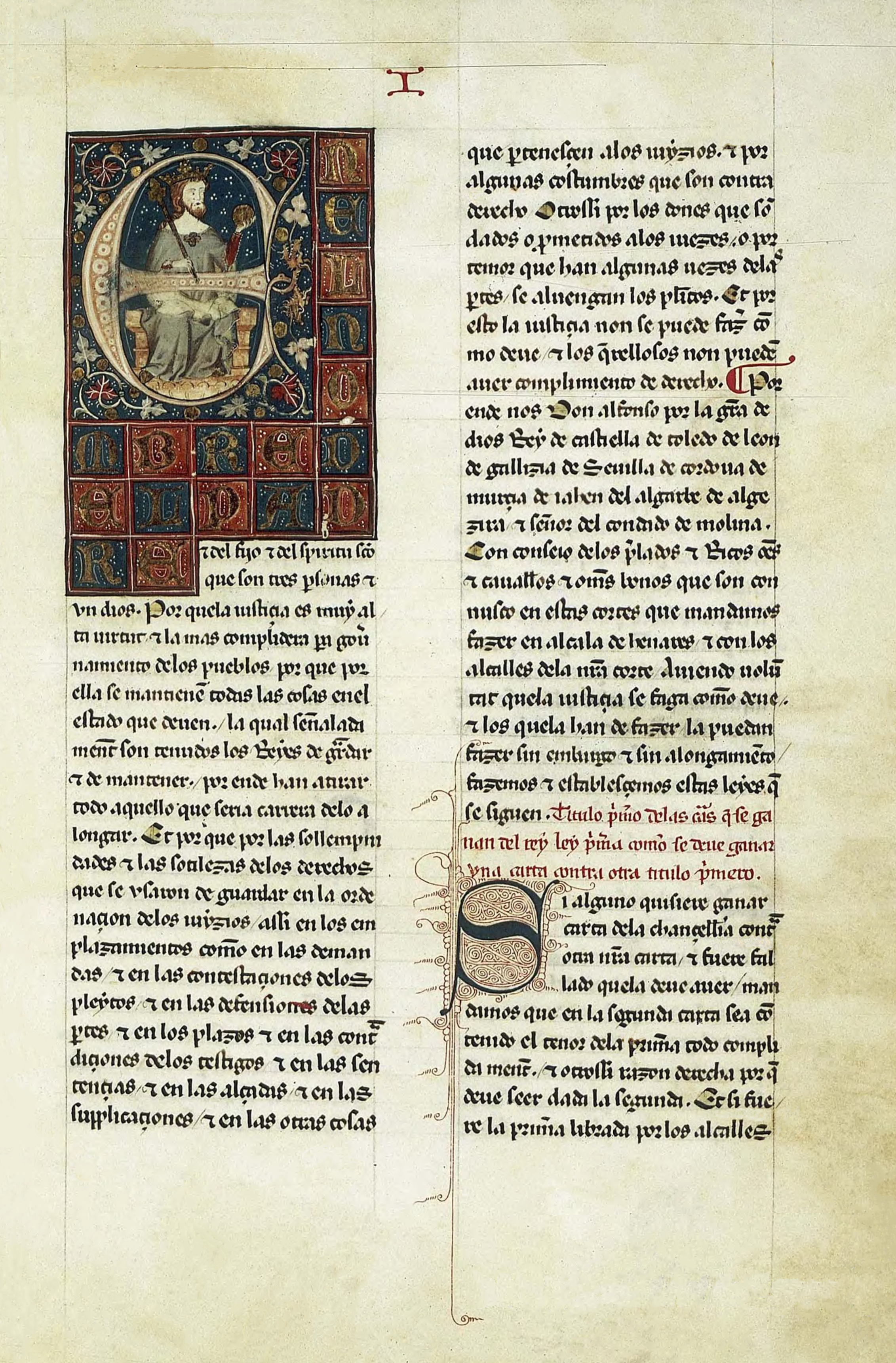
Primera página del Ordenamiento de Alcalá.

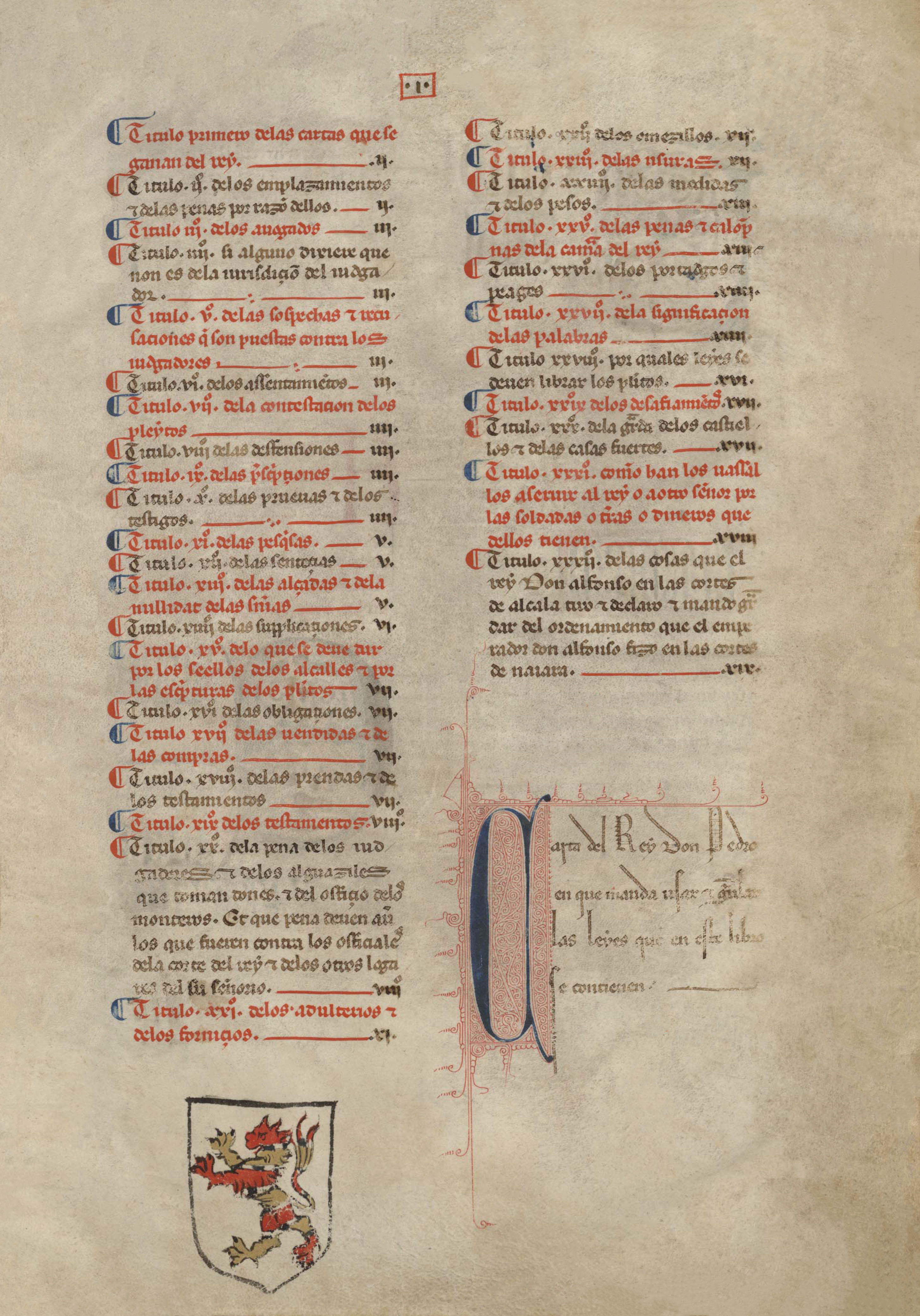
Índice del conjunto legislativo promulgado por Alfonso XI.

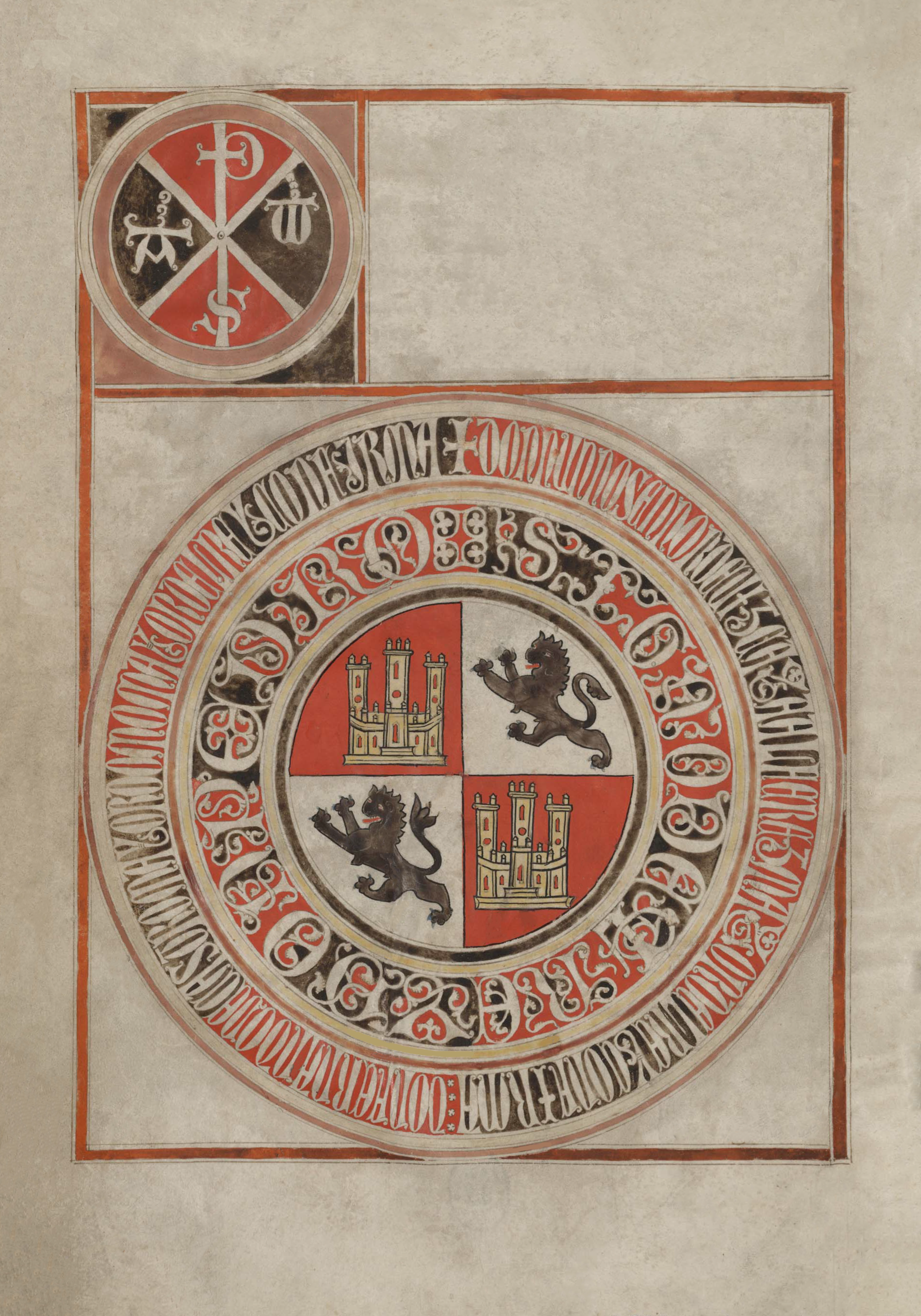
Sellos publicados en el documento.

El Ordenamiento de Alcalá es un conjunto de 125 leyes, agrupadas en 32 títulos, promulgadas con ocasión de las Cortes reunidas por Alfonso XI en Alcalá de Henares, el 8 de febrero de 1348. Son consideradas parte importante del conjunto legislativo principal de la Corona de Castilla de la Baja Edad Media, desde entonces hasta 1505 (Leyes de Toro). El último título, compuesto de 58 leyes, se conoce con el nombre de Pseudo-Ordenamiento de Nájera.

## Significado
La obra significó el éxito de los letrados (de orientación romanista) quienes representaban el interés del rey por aumentar el poder de la monarquía (en el sentido de definir una precoz monarquía autoritaria). Debido a la dispersión legislativa y la indefinición de muchas situaciones jurisdiccionales (locales y estamentales), era necesaria la creación de un cuerpo normativo que ordenara y estableciera un estado de seguridad jurídica no conocida hasta la época.

## Contenido
Además de sancionar nuevas leyes (entre las disposiciones de esas leyes se incluían muchas otras cuestiones puntuales, por ejemplo, sobre contratos y testamentos), se estableció un orden de prelación legal para la aplicación de distintos cuerpos legislativos existentes. De esta manera quedó establecido que debían aplicarse: en primer lugar, las leyes sancionadas en Alcalá; en segundo lugar, el Fuero Juzgo y los fueros locales o estamentales que se mantuvieran en uso (siempre que no se opusieran a Dios ni a la razón, y fueran probados en sentencias); y, en tercer lugar, el Código de las Siete Partidas. Por último se estaría a la interpretación que diera el rey en caso de duda o silencio de las disposiciones citadas.
El Ordenamiento de Alcalá estaba organizado en 32 títulos y divididos en 125 leyes, con la siguiente distribución:
- del título I al XV (29 leyes) sobre Derecho Procesal.
- del título XVI al XIX (7 leyes) sobre Derecho Civil.
- del título XX al XXII (18 leyes) de las penas.
- el título XXIII (2 leyes) de la usura.
- el título XXIV (1 ley) de las medidas y de los pesos.
- el título XXV (1 ley) de las multas.
- el título XXVI (1 ley) de los portazgos y peajes.
- el título XXVII (3 leyes) de la prescripción.
- el título XXVIII (2 leyes) del orden de prelación de las leyes.
- el título XXIX (1 ley) de los duelos.
- el título XXX (1 ley) de la guarda de los castillos y fuertes.
- el título XXXI (1 ley) de los vasallos.
- el título XXXII (58 leyes) que copia al Ordenamiento de Nájera.

## Aplicación
El ordenamiento de Alcalá pasó a aplicarse a las zonas con fueros locales, como Sahagún, Cuenca, León o Castilla, que paulatinamente irían adoptando el Fuero Real al serles "otorgado" éste. 
Sin embargo el rey tuvo que ceder a las presiones nobiliarias que deseaban ver reconocidas diferentes concesiones de tierras y privilegios durante las continuas revueltas y guerras civiles bajomedievales, especialmente en los turbulentos años bajo la regencia de su abuela María de Molina, durante su minoría de edad y la de su padre Fernando IV. 
Los nobles argumentaron precedentes en una asamblea en Nájera con Alfonso VII en 1138, y consiguieron finalmente disfrutar de privilegios fiscales y judiciales, conservar las tierras antes de señorío bajo determinadas condiciones, y sobre todo afianzarse como ricoshomes, nobles poderosos, que ya se distinguen claramente de los nobles caballeros y por supuesto del resto de hombres libres.
En adelante se distinguirán claramente en la Corona de Castilla las tierras de realengo, bajo jurisdicción real, y las de señorío, bajo jurisdicción señorial (de un noble laico o eclesiástico).
Lo dispuesto en el ordenamiento de Alcalá tuvo una dilatadísima vigencia, sobre todo el sistema de prelación de fuentes (Título XXVIII, Ley I del Ordenamiento), habida cuenta de que su texto fue recogido luego por las recopilaciones de la Edad Moderna (Leyes de Toro, Nueva Recopilación, Novísima Recopilación) y se mantuvo vigente hasta la adopción del sistema constitucional a lo largo del siglo XIX; y en algunos aspectos, hasta la promulgación del Código Civil en 1889.